# بلدة أتلس (ميشيغان)
أتلس (بالإنجليزية: Atlas Township, Michigan)‏ هي بلدة تقع بولاية ميشيغان في الولايات المتحدة. تبلغ مساحتها 93.2 (كم²)، وترتفع عن سطح البحر 258 م، بلغ عدد سكانها 7257 نسمة في عام 2000 حسب إحصاء مكتب تعداد الولايات المتحدة وتصل الكثافة السكانية فيها 79.2 نسمة/كم2.

## وصلات خارجية
- http://www.atlastownship.org/
- The US50 - Cities and Towns in Michigan State
- Michigan Cities and Towns, Facts, Map, Flag, Colleges, Government, and More